# Шаппотен, Елена Мария де
Еле́на Ма́рия де Шаппоте́н (фр. Hélène Marie Philippine de Chappotin de Neuville, монашеское имя — Мария Страданий Господних; 21 мая 1839[…], Нант, метрополия Франции — 15 ноября 1904[…], Сан-Ремо, Лигурия) — блаженная Римско-Католической Церкви, монахиня, основательница женской монашеской конгрегации «Францисканки Миссионерки Марии».

## Биография
Елена Мария де Шаппотен родилась 21 мая 1839 года в аристократической семье. В 1860 году вступила в монастырь клариссок в городе Нант, Франция, однако из-за болезни была вынуждена покинуть монастырь. В 1864 году она поступила в женскую монашескую конгрегацию «Сёстры Марии Вознаградительницы», где приняла монашеское имя Мария Страданий Господних. В 1865 году, ещё находясь в новициате, она была послана на миссию в Индию. После принятия монашеских обетов была послана в монастырь, находящийся в городе Тутикорин, Индия.
В 1875 году прибыла в город Оотакамунд, чтобы основать там новый монастырь.  Согласно Уставу монашеской конгрегации монахини должны были вести созерцательный образ жизни, но,  находясь на миссии в Индии, они были вынуждены были заниматься разнообразной деятельностью, что не соответствовало их духовному призванию. Елена Мария де Шаппотен решила основать новую женскую  конгрегацию, которая отвечала бы запросам монахинь вести  более активную жизнь, сочетая в своей духовной жизни созерцательную молитву и социальную деятельность.
В 1876 году Елена Мария де Шаппотен под руководством местного епископа создала конгрегацию «Сёстры Миссионерки Марии». 21.11.1876 года Елена Мария вместе с тремя сёстрами отправилась из Индии в Италию, в Рим, чтобы просить римского папу Пия IX признать новую женскую монашескую конгрегацию. 6.01.1877 года римский папа благословил начинание Елены Марии Шаппотен, дав ей наставление написать новый Устав на основе третьего францисканского ордена и повелев изменить старое название конгрегации на новое. Таким образом созданная Еленой Марией де Шаппотен конгрегация приняла название «Сёстры Францисканки Миссионерки Марии». Елена Мария де Шаппотен умерла 15 ноября 1904 года в Санремо, Италия.

## Прославление
20.10.2002 года Елена Мария де Шаппотен была причислена к лику блаженных римским папой Иоанном Павлом II.
День памяти в Католической церкви — 15 ноября.